# Vallanzasca - Gli angeli del male
Vallanzasca - Gli angeli del male è un film del 2010 diretto da Michele Placido.
Basato sulla vita del criminale milanese Renato Vallanzasca, la sceneggiatura è stata scritta da Placido insieme a Kim Rossi Stuart e altri collaboratori, è ispirata al libro autobiografico Il fiore del male. Bandito a Milano scritto da Vallanzasca stesso con l'aiuto del giornalista Carlo Bonini.

## Trama

### 1981
Carcere di massima sicurezza di Ariano Irpino: nel reparto di isolamento è detenuto Renato Vallanzasca, un uomo di 31 anni, la maggior parte dei quali passati a delinquere. Già da ragazzino Renato avrebbe potuto fare altre scelte, ma per sua volontà, assieme agli amici di sempre Enzo, Antonella, Fausto e Giorgio (che entrerà in seminario), ha iniziato a dilettarsi in piccoli furti e in attività criminali di vario tipo, fino a diventare uno dei più potenti e pericolosi banditi viventi. È lo stesso Vallanzasca a raccontare brevemente la storia della sua adolescenza, segnata negativamente dalla morte del fratello maggiore Ennio, l'unica persona a cui Renato abbia dato retta nella sua vita.

### 1972
Milano, quartiere Giambellino. Renato è un bandito giovane ma che ha già accumulato un ingente patrimonio con le sue prime attività criminali, cosa che gli consente, assieme agli amici, di passare le serate nei locali della città tra automobili di lusso, oggetti costosi e belle donne; essendo indubbiamente un ragazzo di bell'aspetto, viene soprannominato il bel René, anche se detesta essere chiamato così. Una sera, mentre è in compagnia dei compari Enzo, Nunzio e Rosario, conosce Consuelo, un'avvenente ragazza calabrese, con la quale scatta immediatamente una certa complicità.
La banda di Vallanzasca è specializzata soprattutto in furti e rapine: Renato ed i suoi uomini acquistano delle armi ed assaltano con successo un furgone portavalori appartenente alla catena “Supermercati Lombardi”, nonostante l'intervento della Polizia. La sera stessa, riunitisi come di consueto in un locale per festeggiare, Enzo fa notare a Renato la presenza del potente boss della malavita cittadina Francesco "Francis" Turatello, da sempre rivale di Vallanzasca, stimato e rispettato da Enzo e dagli altri membri della banda, ma non da Renato. L'attenzione dei due cade anche sulla donna in compagnia di Turatello, Antonella, che Renato ed Enzo non vedevano da parecchi anni. La ragazza, che ufficialmente è la parrucchiera del boss, in realtà è molto più di un'amica dello stesso; Enzo e Renato ironizzano con lei proprio su questo aspetto.
Poche ore dopo, mentre Renato è in compagnia di Consuelo, i poliziotti fanno irruzione nella stanza in cui si trovano i due, arrestando Vallanzasca per la rapina al furgone portavalori.

### 1973
Dopo essere stato trasferito dal carcere di San Vittore di Milano a quello di Bari, Renato riceve la visita di Consuelo, scoprendo che la compagna aspetta un figlio da lui. La donna si lamenta per il fatto che Vallanzasca si sia accollato tutta la colpa per la rapina, decidendo di non fare i nomi degli altri membri della banda, cosa che gli è costata una condanna a 6 anni di detenzione. Renato le assicura che prima della nascita del bambino riuscirà a liberarsi; ciò non avviene, ma Vallanzasca ha in mente un piano e, per farsi trasferire nuovamente a San Vittore, compie su di sé atti di autolesionismo, per indurre la direzione del carcere  ad accogliere la sua richiesta perché Consuelo aveva partorito già da un mese. Poco dopo otterrà il trasferimento a Milano.

### 1976
Carcere di San Vittore: Vallanzasca è detenuto in prigione da 3 anni e mezzo. Consuelo ed il figlio vanno regolarmente a fargli visita, ma Renato nota qualcosa di strano nella compagna, che infatti gli rivela di aver conosciuto un altro uomo, un imprenditore con cui lei ed il figlio possono condurre una vita normale. Desideroso di evadere al più presto dal carcere per eliminare il rivale, Renato avvolge in più pezzi di gomma da masticare numerosi chiodi e li ingoia, causandosi volontariamente un'infezione intestinale. La direzione non può che farlo ricoverare all'ospedale Bassi, dal quale, corrompendo il Carabiniere che lo piantona, Vallanzasca fugge poche ore dopo. Renato si mette subito alla ricerca di Consuelo ma, dopo aver constatato che la donna ed il figlio sono felici, decide di lasciarli perdere e di tornare prepotentemente sulla scena criminale assoldando Fausto, uno dei suoi più cari amici d'infanzia, e Sergio, abilissimo nell'utilizzo delle armi. Assieme ai due ed all'amica Maria si reca nel carcere di Lodi, facendo evadere il compagno di questa, Beppe, criminale esperto nella guida ad alta velocità. I tre entrano nella banda di Vallanzasca, assieme ai componenti storici della stessa, accrescendo la qualità della batteria, che nei mesi successivi si renderà protagonista di numerose rapine e furti anche di grossa entità, venendo conosciuta in tutta Italia come la banda della Comasina.
La ricchezza e la fama acquisita da Vallanzasca portano ad un inevitabile scontro con Turatello per il dominio della scena criminale meneghina: una sera, in seguito ad un alterco con Enzo e Spaghettino (un amico di Enzo), Turatello ferisce lievemente Enzo accoltellandolo alla schiena ed uccide Spaghettino. Vallanzasca ed Enzo chiedono, tramite Antonella, un incontro con Turatello per chiarire la situazione, ma quest'ultimo snobba i due, scatenando la reazione di Renato, che decide di rapinare una delle bische del rivale. Il conflitto tra le due bande è imminente e si scatena quando il braccio destro di Francis, di sua iniziativa e senza consultare il boss, minaccia Consuelo ed il figlio di Vallanzasca. Renato decide, allora, di agire direttamente per eliminare il boss ed i suoi e, in seguito ad un conflitto a fuoco tra le due bande, alcuni uomini di Turatello perdono la vita, ma non il boss, che giura vendetta.
Renato ed i suoi decidono che è meglio far calmare le acque e si rifugiano ad Andria, dove, tuttavia, la banda continua i suoi affari criminali, rapinando l'ennesima banca. Sorgono, però, altre grane per Vallanzasca: durante il colpo, infatti, Enzo, fuori controllo a causa della droga assunta, uccide uno dei cassieri. Nel frattempo Nunzio, in viaggio verso Andria, viene fermato all'altezza di Montecatini per eccesso di velocità dalla Polizia Stradale e fornisce agli agenti una patente falsa, spacciandosi per Vallanzasca, motivo per cui i poliziotti tentano di arrestarlo, così Nunzio uccide uno dei due, l'appuntato Bruno Lucchesi, per poi fuggire. Come se non bastasse, Enzo, nuovamente in preda agli effetti della droga, tenta di rubare la macchina ad un passante, uccidendolo a colpi di mitra. Le forze dell'ordine, in seguito a questi eventi, tutti ricollegati alla banda di Vallanzasca, alzano sempre più l'attenzione nei confronti di Renato e i suoi uomini. Renato, furioso con Enzo, potrebbe ucciderlo mentre quest'ultimo dorme, ma, ripensando alla loro amicizia, decide di risparmiarlo, e lo lascia ad Andria per poi tornare a Milano con gli altri.
Renato, infatti, ha già in mente un altro colpo: intende rapinare l'esattoria civica di piazza Vetra, in pieno centro. Fingendosi un ispettore e modificando il suo aspetto, entra nell'edificio per studiare la disposizione delle Forze dell'Ordine e la posizione dei soldi, in vista della futura operazione. Gli altri membri della banda, mischiandosi in vario modo tra la moltitudine di persone che circonda la zona, lo attendono fuori dall'edificio in caso di necessità, ma un poliziotto riconosce Nunzio: Renato sente improvvisamente degli spari, si affaccia alla finestra e vede alcuni dei suoi uomini coinvolti in un conflitto a fuoco con gli agenti di Polizia. Decide allora di uscire immediatamente dall'esattoria e fuggire, ma fa in tempo ad assistere alla morte del carissimo amico Fausto. Le ultime vicende della batteria riscuotono enorme risonanza nell'opinione pubblica, che, per assurdo, sembra sempre più affascinata dalla figura di Vallanzasca.

### 1977
La banda della Comasina non si ferma alle rapine, iniziando ad eseguire numerosi sequestri di persona. Gli ultimi colpi garantiscono una stabile ricchezza per molti membri del gruppo, che pensano seriamente di smettere di delinquere e cominciare una nuova vita, lontano dall'Italia e nel rispetto della legge. Renato riesce a convincere tutti a compiere un ulteriore sequestro, ai danni di un noto imprenditore bergamasco: Beppe, tuttavia, dichiara a Vallanzasca che questa sarà la sua ultima operazione insieme a lui. In viaggio verso Bergamo, Renato, che è alla guida della macchina sulla quale vi sono anche Beppe e Nunzio, decide di uscire dall'autostrada nei pressi di Dalmine: qui, però, i tre si trovano la strada sbarrata da un'auto della Polizia, già sulle loro tracce. Scoppia un duro conflitto a fuoco: Beppe viene colpito a morte, così come gli agenti Luigi D'Andrea e Renato Barborini; anche Vallanzasca è gravemente ferito, ma riesce a fuggire assieme a Nunzio. Renato deve essere operato, così Sergio e gli altri membri della banda lo fanno trasferire in gran segreto a Roma, dove un chirurgo di fiducia esegue l'intervento. La notte stessa, però, i Carabinieri vengono informati della sua presenza nella capitale e lo arrestano dopo averlo trovato in una villa. Il 15 febbraio tutti i telegiornali italiani danno la notizia della cattura del bandito più famoso del momento.
Incredibilmente, Vallanzasca viene visto dall'opinione pubblica come un idolo; in particolare molte donne, letteralmente pazze di lui, gli fanno arrivare continuamente lettere in carcere in cui chiedono di conoscerlo. All'apertura dei processi in cui è imputato, i giornalisti sono tutti schierati dalla sua parte, tuttavia le accuse nei suoi confronti sono pesanti ed il bel René viene condannato all'ergastolo per l'omicidio dell'appuntato Lucchesi.

### 1979
Carcere di Rebibbia: Vallanzasca non è ancora guarito dalla ferita al gluteo sinistro, che non gli consente di camminare senza l'aiuto delle stampelle; presto, inoltre, potrebbero arrivare nuove condanne dai numerosi processi in cui è imputato. I problemi per Renato non sembrano finiti, anche perché nello stesso carcere è detenuto Turatello, che, sostanzialmente, controlla la prigione e gode di numerosi privilegi, quindi può rendergli la vita difficile. In realtà anche la situazione di Turatello non è molto rosea, in quanto, di nuovo, più di una persona vorrebbe prendere il suo posto al comando della malavita milanese. I due decidono quindi di mettere da parte le vecchie ruggini e, dopo essersi chiariti definitivamente, diventano a tutti gli effetti veri e propri amici. Francis fa in modo che Renato venga operato in cella da un detenuto ex chirurgo, quindi escogita un piano: propone a Vallanzasca di sposare una delle tante donne che giornalmente gli scrivono e si offre per fargli da testimone, sicuro che la notizia creerà enorme scalpore sia nel mondo onesto che in quello della malavita. In questo modo, l'immagine precaria di cui i due godono al di fuori del carcere sarà totalmente rilanciata. Renato decide allora di sposare Giuliana: il matrimonio avviene in carcere e, come previsto, la pubblicazione da parte della stampa delle foto dei due criminali assieme desta un notevole stupore.

### 1981
Vallanzasca è stato trasferito nel carcere di Novara, per poter partecipare agli altri processi che lo riguardano. La banda di Renato è in grave difficoltà, soprattutto a causa dei pentiti che, con le loro dichiarazioni, complicano le posizioni degli imputati. Tra coloro che ora collaborano con la giustizia c'è anche Enzo, e Vallanzasca vuole vendicarsi in particolar modo nei suoi confronti. Anni prima, infatti, assieme ad altri uomini, Enzo si era recato a casa dei genitori di Renato, per sottrarre a questi 100 milioni di lire che pensava nascondessero in casa, non trovandoli picchiarono gli anziani genitori di Renato. Per fare cambiare regime detentivo a Enzo, Renato gli fa recapitare in forma anonima una scatola con dei dolciumi e una pistola calibro 7e65: in questo modo Enzo viene immediatamente incarcerato, nella stessa prigione in cui si trova Vallanzasca. Enzo si rende conto di essere condannato a morte; aiutato da altri detenuti, Renato scatena una vera e propria rivolta all'interno nel carcere e, nel caos, i pentiti vengono uccisi senza pietà. Renato dopo aver fatto ammettere ad Enzo cosa ha fatto ai suoi genitori, lo ferirà con un punteruolo ricavato da un cucchiaio,ma saranno gli altri detenuti a finire Enzo addirittura decapitando il suo cadavere.
La feroce rappresaglia fa il giro dei notiziari; Vallanzasca e gli autori della sommossa vengono trasferiti nel carcere di massima sicurezza di Ariano Irpino. Qui Renato apprende casualmente da un detenuto che Turatello è stato brutalmente assassinato nel carcere Badu 'e Carros di Nuoro, durante l'ora d'aria. È una disperata Antonella, che va a trovare Renato in carcere, a spiegargli i particolari dell'esecuzione dell'ex rivale. La stessa Antonella implora Renato di cambiare, per salvarsi da una fine che, in un modo o nell'altro, tutti i loro amici d'infanzia hanno trovato.

### 1987
Appennino Ligure: Vallanzasca deve essere spostato in una nuova prigione e parte del viaggio che lo condurrà alla nuova destinazione sarà eseguito in nave. Renato si accorge dell'inesperienza dei 5 Carabinieri che lo sorvegliano, tutti molto giovani, e li raggira, riuscendo a convincerli che la cabina preposta per accoglierlo, tra le due presenti, sia quella con il lavandino vicino al letto, messo in quella posizione in modo da non disturbare le guardie. In realtà la stanza in cui dovrebbe alloggiare Vallanzasca è senza dubbio l'altra, in quanto sprovvista di oblò, circostanza che i Carabinieri non notano assolutamente, fidandosi dell'appunto del detenuto. Durante la cena Renato esce proprio dall'oblò e, confondendosi tra la folla, fugge dalla nave. Il "bel René" è di nuovo liberamente in circolazione.
Dopo qualche ora passata a casa dei genitori, Renato cerca di contattare Antonella. Quando la trova, la donna cambia l'acconciatura di Renato, per non renderlo riconoscibile, e i due si baciano appassionatamente; Antonella gli chiede di poterlo seguire, ma Vallanzasca rifiuta e si reca indisturbato (senza essere riconosciuto addirittura da due Carabinieri, a cui chiede di proposito indicazioni stradali) alla sede di Radio Popolare, dove rilascia un'intervista, come promesso anni prima al giornalista durante un processo. Una volta mandata in onda, l'intervista suscita ovviamente numerose polemiche. Vallanzasca decide di rilassarsi in macchina prima di partire per la sua nuova destinazione, ma alla fine si addormenta nel veicolo.
A svegliarlo improvvisamente è un giovane carabiniere, che gli chiede un documento. Renato apre il cassetto della macchina, in cui c'è anche una pistola: il bandito sembra volerla prendere, ma poi, rendendosi conto della giovane età del militare, decide di lasciar perdere e, rivolgendosi beffardamente al giovane, gli rivela la sua reale identità, sorridendo.
Alla fine del film, compaiono le seguenti frasi: 
"Vallanzasca ha passato molti dei successivi vent'anni di carcere in regime di massima sicurezza e in isolamento diurno. La sua condanna cumulativa è di quattro ergastoli e duecentonovanta anni di pena. Ha protratto i suoi scontri con le istituzioni carcerarie fino al 1995 quando, dopo l'ennesimo tentativo di fuga fallito, promette di aver deposto “l'ascia di guerra”. Nel 2005 ottiene il permesso e sposa Antonella."

## Produzione

### Progetti fallimentari
Negli anni '70, in Francia fu avanzata la proposta di un film sulle gesta di Renato Vallanzasca, con Alain Delon indicato a interpretarlo. Contemporaneamente, in Italia, Fernando Di Leo, autore della trilogia del milieu, avvicinò proprio Michele Placido, interessato a scritturarlo per una biografia concorrente, tuttavia l'attore declinò l'invito in quanto non si sentiva «adatto a fare il ruolo». Ambedue i progetti, così come altre idee, non ebbero mai luce.
Reduce dalla realizzazione di film del genere, quali Altri uomini e L'attentatuni, il regista Claudio Bonivento, da sempre attratto dalla vita di Renato Vallanzasca, nel 1998 iniziò a pensare concretamente a un film su di lui dopo aver letto il libro autobiografico Il fiore del male. Nel 2000 iniziò a formalizzarsi ufficialmente la trasposizione del libro, con Bonivento in cerca di accordi con studi di produzione e attori.
Bonivento parlò con lo stesso Vallanzasca per informarlo delle sue intenzioni, il quale gli disse che non avrebbe dovuto essere indulgente nei suoi confronti. Il regista iniziò quindi a pianificare le prime idee sulla caratterizzazione che avrebbe avuto il film, assicurando al pubblico che non avrebbe realizzato un film di mafia nel pieno senso del termine, bensì piuttosto una rappresentazione della carriera del criminale sul cui sfondo avrebbe dominato la storia d'amore tra il Vallanzasca e la sua compagna Giuliana.
Nel tentativo di trovare una casa cinematografica interessata al film, Bonivento contattò gli studi Rai e Mediaset, i quali, però, risposero negativamente all'offerta. Denunciando la situazione di difficoltà cui si trovava il film per via dei rifiuti datigli dalle maggiori compagnie televisive italiane, Bonivento criticò apertamente il loro comportamento che puntava, a suo dire, al boicottaggio dell'opera nel timore che il film si trasformasse in una celebrazione alle gesta criminali di Vallanzasca.
Bonivento pensò ad un nome noto come Sean Penn per interpretare Vallanzasca, citando Claudio Amendola per Francis Turatello e Charlotte Gainsbourg per Giuliana. In seguito, il regista contattò Riccardo Scamarcio per la parte da protagonista dopo averlo visto recitare in Tre metri sopra il cielo e Romanzo criminale. Sia Bonivento che Vallanzasca concordavano sul fatto che Scamarcio somigliasse verosimilmente al criminale, il che lo rendeva perfetto per la parte.
Interessato a trasporre sul grande schermo la vita del criminale già trent'anni addietro, nel 2003 (poco tempo prima di morire) Fernando di Leo iniziò a lavorare insieme Bonivento al film.
Dopo diversi anni di stallo e sviluppi tardivi, Bonivento annunciò all'edizione 2005 del Festival Internazionale del Cinema di Salerno che il tanto atteso film sarebbe stato realizzato e le riprese sarebbero iniziate nella primavera del 2006:
Rivelando alcuni particolari del film alle interviste dei commentatori al Festival di Salerno, Bonivento parlò anche dei motivi che lo spinsero a desiderare tanto un film su Vallanzasca:
A due anni di distanza dall'annuncio, che non ha avuto seguito nei fatti, Marco Risi venne incaricato di girare un film su Vallanzasca, come sostituto di Bonivento, prodotto da Elide Melli e con Scamarcio nuovamente confermato per la parte di Vallanzasca. Antonella D'Agostino, moglie di Vallanzasca, chiarì anche le intenzioni degli autori circa la storia da raccontare, spiegando che non sarebbe stato un «polpettone intriso di sangue», perché il suo compagno in primis non avrebbe voluto, nonostante fosse contento all'idea di un film su di lui pur non potendo partecipare attivamente sul set.
Contemporaneamente Angelo Pasquini e Andrea Purgatori avevano scritto una sceneggiatura, ispirata non più a Il fiore del male ma al libro diario Lettera a Renato di Antonella D'Agostino, ai tempi compagna di Vallanzasca:
(Purgatori sul film.)
Risi inviò la sceneggiatura ultimata a Rai Cinema, ma l'allora amministratore delegato Caterina d'Amico rigettò il progetto spiegando come trovasse poco interessante il materiale postole sott'occhio, sia per il fatto che trattava la vita di un rapinatore che per la mancanza di approfondimenti in altre sfere se non quella criminale e, come lei ebbe a dichiarare: «Non trovo interessanti le vite dei malavitosi in quanto tali. Se il loro percorso mi racconta anche qualcos'altro penso che sia interessante, altrimenti di per sé non vedo perché dovrebbe essere raccontata. Scelta estetica ed etica coincidono, per RaiCinema».
Così, mentre il progetto di Risi si avviava ad essere accantonato come successo per gli altri passaggi passati, la Rai iniziò a rivedere il soggetto pensando più che a un film per il cinema, a una miniserie televisiva in due puntate. Pasquini e Purgatori lavorarono per oltre un anno alla sceneggiatura ideale, cercando l'appoggio di Vallanzasca, e furono regolarmente pagati, ma poi tutto fu fermato. L'idea di un film su Vallanzasca non fu mai abbandonata, ma sembrò improbabile che si sarebbe giunti a un risvolto in tempi brevi. Invece, quando Michele Placido si presentò, interessato a dirigere la sceneggiatura, iniziò un lavoro di completo rimaneggiamento secondo una propria interpretazione. Quello che ne risultò fu Vallanzasca - Il fiore del male. Comunque, Purgatori non rinunciò mai al progetto televisivo, dicendosi speranzoso (pur riservandosi qualche dubbio a causa delle polemiche suscitate dal film) per il futuro.

### Nuovo sviluppo
Nel 2008 la 20th Century Fox mostrò un nuovo progetto su Renato Vallanzasca a Michele Placido, proponendogli di dirigerlo. Il regista, inizialmente disinteressato, accettò l'incarico solo dopo esser stato avvicinato da Kim Rossi Stuart, che puntava al ruolo del protagonista, e ne parlò la prima volta nel gennaio 2009, in un'intervista dove annunciò i suoi propositi per il futuro: Vallanzasca e altri due film. Il film fu comunque annunciato solo diversi mesi dopo, in luglio, durante l'anteprima di L'era glaciale 3 - L'alba dei dinosauri, da Osvaldo de Sanctis, amministratore delegato della Cosmo Production.

#### Sceneggiatura
Come per il progetto di Bonivento, anche Placido si aiutò per la sceneggiatura leggendo Il fiore del male. In quanto allo stile adottato per il film, il regista dichiarò d'aver preso in considerazione quello di un film d'azione, prendendo come spunto quello usato in Romanzo criminale.
Dopo che circolarono voci circa la mano di Vallanzasca nella scrittura della sceneggiatura, Placido intervenne direttamente per smentire tali notizie, confermando, anzi, la sua impassibilità nell'affidare i suoi progetti ad altri, sottolineando comunque come l'uomo fosse il fulcro dell'intera opera e per questo necessarie sue puntualizzazioni nelle riprese:
La versione definitiva della sceneggiatura è arrivata dopo quattro revisioni, visto che Placido voleva narrare lo «spaccato sull'Italia di quegli anni» dal momento che non gli interessava raccontare «una cronachetta» ma, «la storia di un ragazzo di una famiglia perbene, bello, intelligentissimo, che poteva affrontare la vita nel modo più normale e non si capisce perché ha scelto il crimine». Dapprima scritta da Andrea Purgatori è stata poi rimaneggiata cronologicamente da Angelo Pasquini, Andrea Leanza, Toni Trupia e, su indicazione del regista, per rifinire la narrazione cinematografica, da Kim Rossi Stuart. Hanno inoltre contribuito Antonella D'Agostino, moglie di Vallanzasca, e Antonio Leotti.
A processo di scrittura definitivamente chiuso, Pasquini e Purgatori hanno disconosciuto la sceneggiatura, ritirando la firma del proprio operato e dicendosi contrariati dal risultato qualitativo: «è venuto fuori un altro film». Parlando a Il Riformista, Purgatori spiegò che tra i motivi che lo avevano spinto a ritirare la propria firma, v'era il comportamento di Placido, colpevole d'aver riscritto totalmente una sceneggiatura già di per sé buona e approvata da Vallanzasca:
Alle critiche dei due sceneggiatori, Placido ha ribattuto: «Quella precedente [la sceneggiatura, ndr] di Andrea Purgatori e Angelo Pasquini che hanno ritirato la firma non è che non funzionasse ma era un'altra cosa. Comunque, visto che erano già stati pagati, sarebbero comparsi anche i loro nomi. Purgatori appena sono iniziate le polemiche veneziane ha ritirato la firma, non ho capito perché non lo ha fatto prima».

#### Cast
Con parte del precedente cast tecnico e artistico fuori dal progetto, Placido si interessò personalmente alla scelta degli attori.
Valeria Solarino annunciò nel corso dell'edizione 2009 del Mediterrante Film Festival di Bari che avrebbe preso parte al film nel ruolo di Ripalta Pioggia, prima donna di Vallanzasca, dopo esser rimasta affascinata dalla sceneggiatura. Essendo sconosciuti alla Solarino sia il bandito che la sua prima donna, l'attrice dichiarò a tal proposito che avrebbe letto Il fiore del male in modo da prepararsi meglio al ruolo. Dopo essersi informata sulla storia dei personaggi, l'attrice ebbe a dichiarare come trovasse Vallanzasca «un uomo molto bello e magnetico». Nonostante avesse firmato per la parte, era impegnata anche su un altro lavoro con le stesse date di lavorazione e per questo motivo ad un certo punto non era più convinta di poter partecipare; in seguito allo slittamento delle riprese dovuto all'arrancare della produzione si liberò degli impegni in occorrenza ai termini previsti per il film su Vallanzasca, spiegando che «sarebbe stato un peccato perdere l'occasione di essere diretta da un grande regista come Michele Placido».
Placido dichiarò che il suo bel Renè sarebbe stato "duro, forte, drammatico, un fiore del male che ha una sua poetica". Per la parte di Vallanzasca era ancora indicato Riccardo Scamarcio, ma l'attore dovette in seguito abbandonare il progetto dato il suo coinvolgimento nel più vicino Mine vaganti di Ferzan Özpetek. A seguito di ciò, Kim Rossi Stuart, che fu avvicinato per la parte una prima volta già a fine 2007, sostituì ufficialmente Scamarcio. In seguito furono confermati nel cast anche gli attori: Paz Vega, Filippo Timi, Francesco Scianna e in ultimo, Pino Bruno, scritturato intorno Natale 2009, ringraziando il regista per avergli fatto «questo dono di Natale». La direttrice del casting per Milano fu Valentina Materiale.
Vallanzasca fu visitato diverse volte al carcere di Opera da Kim Rossi Stuart, per ricevere consigli su una buona immedesimazione nella parte, e da Michele Placido, il quale gli fece vedere personalmente la sceneggiatura per ottenere consigli. L'attore, fu inoltre seguito da Massimo Sabet, un insegnante di teatro di Milano, per imparare l'accento milanese necessario per la parte; e lavorò essenzialmente sulla complessità del personaggio, vista l'intenzione di rappresentarne la parte oscura e contemporaneamente capirne il lato umano, e per prepararsi alla parte lesse diversi articoli e libri sul criminale, visitando Vallanzasca sia in carcere che all'esterno per quasi due mesi:
(Kim Rossi Stuart su Vallanzasca.)
Francesco Scianna per interpretare Francis Turatello si fece crescere i ricci ai capelli e dei baffi neri. Filippo Timi per la caratterizzazione di Enzo, luogotenente del Bel René, portò basette, occhiali da sole Ray-Ban e soprabiti pitonati, ma secondo Antonella D'Agostino, nella realtà l'uomo non li avrebbe mai indossati.
Paz Vega interpreta Antonella, il grande amore di Renato Vallanzasca, ed è doppiata dall'attrice Giorgia Sinicorni.
Moritz Bleibtreu interpreta Sergio. A causa delle difficoltà linguistiche la voce dell'attore è stata ridoppiata in montaggio mantenendo solo due frasi con la sua voce originale per volere di Placido, il quale ha lodato la sua recitazione.
Lino Guanciale interpreta Nunzio, Federica Vincenti interpreta Giuliana, Marica Gungui interpreta Maria la moglie di Beppe interpretato da Paolo Mazzarelli.
Moritz Bleibtreu nel film è Sergio ma nella realtà interpreta Rossano Cochis, Gaetano Bruno nel film è Faustino ma nella realtà è Mario Carluccio ucciso da un poliziotto nella sparatoria in piazza Vetra, Nicola Acunzo nel film è Rosario ma nella realtà interpreta Vito Pesce, Stefano Chiodaroli interpreta Franco Careccia ferito dalla polizia nella sparatoria di piazza Vetra, l'attrice Marica Gungui che per scelta di copione parla in sardo, in realtà sta interpretando la donna della banda ovvero Angela Corradi che il periodo era la donna di Vito Pesce. 
Filippo Timi nel ruolo di Enzo interpreta due personaggi, sia Claudio Gatti che spesso abusava di sostanze stupefacenti che Massimo Loi il ragazzo ucciso nel carcere di Novara accusato dallo stesso Vallanzasca di essere una spia e di aver fatto da autista a due balordi che saliti in casa di Renato avevano pestato a sangue i suoi genitori nella ricerca disperata di cento milioni, anche Paolo Mazzarelli nel ruolo di Beppe interpreta sia Antonio Colia l'autista della banda che Tonino Furiato il bandito ucciso dalla polizia nello svincolo nei pressi di Dalmine e così pure Lino Guanciale che nella parte di Nunzio interpreta sia Pino Cobianchi che fermato a un posto di blocco al casello per Montecatini diede per errore alla polizia la patente di Vallanzasca uccidendo l'appuntato della stradale Bruno Lucchesi che Michele Giglio nella sparatoria a Dalmine.

#### Finanziamento
Il film è stato realizzato con una spesa di produzione oscillante fra i 6-8 ml € e i 12 ml €, frutto di una coproduzione europea: le compagnie francesi Babe Film (sovvenzionatore del 10% delle spese totali) e Canal+, l'italiana Cosmo Production e la romena Mandragola Movies, ed internazionale: la neonata Fox International Productions (20th Century Fox), della quale Vallanzasca è il primo titolo realizzato, in associazione con 21st Century Fox (20th Century Fox Italia).
La commissione cinema del ministero per i Beni e le Attività Culturali ricevette domanda di finanziamento da parte dei produttori di un milione e 700 000 euro, ma in una riunione svoltasi nel periodo prenatalizio lo stanziamento fu giudicato «non deliberabile» proprio per i temi caldi affrontati e per le polemiche scatenate nella precedente stagione dalla concessione di fondi per la realizzazione de La prima linea. In seguito Gaetano Blandini, all'epoca Direttore generale per il cinema, spiegò come la mancata concessione del capitale non fu legata alla natura del film, bensì a dei problemi passati riguardanti la società con degli istituti bancari e alla presentazione mai avvenuta della documentazione, da parte dello studio, necessaria all'approvazione dello stanziamento. La Melli ribatté alle accuse di Blandini, rispondendo che la società ridiede "allo Stato il 35% obbligatorio del finanziamento" e che stava "provvedendo alla revisione quinquennale richiesta dal ministero".
In seguito il film riuscì a ricevere un patrocinio dal comune di Milano favorito da Massimiliano Finazzer Flory, assessore alla cultura, e dalla Lombardia Film Commission, ottenendo anche uno sconto al 20% sul pagamento del suolo pubblico:
Il 30 marzo 2010, la produttrice Elide Melli presentò nuovamente domanda al Ministero per i beni culturali per la concessione di un milione e 200 000 euro da devolvere alla realizzazione del film in fase di completamento In vicinanza della riunione della Commissione Lungometraggi del Ministero fissata per la mattina del 16 settembre, il sottosegretario Francesco Maria Giro spiegò che la richiesta sarebbe stata molto probabilmente bocciata a causa del contenuto del film.

#### Costumi
Dei costumi se n'è occupata una squadra capitanata da Roberto Chiocchi, e composta da Ingrid Pastore e Luciana Malacarne. Il trio iniziò la propria sessione di lavoro all'incirca tre mesi e mezzo prima che cominciassero le riprese effettive, nell'ultimo quarto del 2009, per un totale di due mesi e mezzo spesi nella ricerca, conoscenza e preparazione di vestiti e abitudini dell'epoca.
La squadra di costumisti in primo luogo si recò alla biblioteca comunale Sormani di Milano, per lo spoglio di materiale d'attualità e fatti di cronaca dell'epoca 1969-86; recandosi in seguito all'archivio Rai per visionare prodotti audiovisivi realizzati sulla banda della Comasina, e all'archivio storico fotografico Condenast per approfondire la sfera sociale e la vita mondana dell'epoca.
Chiocchi, che aveva intenzione di «scegliere la linea dei costumi del film senza cadere in un esercizio di stile o fare una lezione di storia del costume», decise che «nessuno degli attori, piccolo ruolo o comparsa, avrebbe indossato jeans e giacche di pelle se non nelle scene girate nelle carceri o per caratterizzare un preciso ambiente o un particolare personaggio»; per far ciò la sua squadra si mise «alla ricerca di fondi di magazzino delle boutique milanesi, sperando di incappare in capi di Pancaldi, Roberta di Camerino, Loro Piana». La linea d'abbigliamento prediletta doveva essere made in Italy, «tranne rare eccezioni come alcuni accessori di Pierre Cardin, Yves Saint Laurent e Christian Dior», ragion per cui la ricerca del vestiario si espanse a Torino, Bologna, Roma, Milano e altre città.

#### Riprese
Le riprese sono iniziate lunedì 11 gennaio 2010 a Milano e sono terminate qualche mese dopo, ad aprile. Inizialmente dovevano cominciare il 18 ottobre 2009, ma furono soggette a diversi posticipi che spostarono l'inizio prima al 26 ottobre per un arco di 15 settimane, poi a una imprecisa seconda metà di novembre 2009 tra il capoluogo lombardo, Roma e la regione Puglia e infine fu rinviato il tutto all'anno nuovo partendo con un ciclo iniziale di dodici settimane solo in Milano..
Antonella D'Agostino, moglie di Vallanzasca, è stata incaricata come consulente della produzione e ha partecipato attivamente lungo tutto il corso della lavorazione dando consigli sulla rappresentazioni di particolari sequenze, spiegando d'aver pianto in alcuni momenti.
Vallanzasca usufruì di un permesso per il lavoro esterno necessario alla sua partecipazione al film, giungendo sul set insieme alla moglie e il loro cane in tempo per l'inizio delle riprese. Milano fu la location principale per tutto il mese di gennaio.
Per favorire la miglior ricostruzione storica possibile furono realizzati e messi lungo i set: manifesti pubblicitari e politici, locandine, titoli di giornale dell'epoca, inoltre attori e figuranti furono vestiti e acconciati negli stili in voga negli anni settanta, e fatti circolare modelli d'auto d'epoca come Fiat 850 coupé e Alfa Romeo Giulia verdi.
La "Starfilm Liguria, associazione savonese specializzata in casting, fornì più di cento figuranti, per le riprese di gennaio, suddivisi tra carabinieri, magistrati, giornalisti e altri ruoli marginali.
Il 13 gennaio furono girate alcune riprese in via Sanniti, nel quartiere Giambellino, e in viale Abruzzi gli stessi giorni. La mattina del 15 gennaio il set fu spostato al centro storico di Milano tra piazza San Babila e corso Vittorio Emanuele. Alle riprese parteciparono una ventina di persone addette alla troupe; la presenza di Vallanzasca ad esse suscitò stupore facendo giungere più di 50 persone nell'area esterna al set allestito a San Babila.
Il 16 gennaio il Palagiustizia di Milano fu usato come set. Il primo piano dell'edificio fu il luogo principale per le riprese e i figuranti nei panni di avvocati, giudici e carabinieri furono vestiti con costumi stile anni settanta in modo da ricreare l'atmosfera dell'epoca.
Un'agenzia romana incaricata dai produttori noleggiò per otto giorni sei automobili BMW d'epoca (2500 del 1973, 1802 touring del 1974, due 323i del 1977, due 520 del 1973 e del 1976) presso Davide Franchi, collezionista ed estimatore di Appiano Gentile, da usare per scene di inseguimento durante le riprese di gennaio a Milano. Una bisarca si occupò del trasporto delle autovetture fino a Milano.
Dopo diversi accordi preliminari, il 4 gennaio fu confermato, al termine di un incontro svoltosi a Palazzo Broletto tra i produttori e l'amministrazione comunale di Lodi, che la giornata del 29 dello stesso mese la città sarebbe stata usata come location per girare due scene d'azione. L'idea di girare a Lodi alcune sequenze era stata avanzata da Gerardo Placido, fratello del regista e collaboratore alla scrittura del film, che in seguito riuscì ad avviarne i colloqui effettivi.
Le due scene girate si riferiscono a due rapine: la prima in un ufficio postale trovato nelle "Poste" di via Volturno e la seconda in una banca trovata in corso Umberto I. Per occorrere alle riprese, piazza Mercato è stata chiusa sia al traffico che alla sosta, mentre gli addetti del settore politiche sociali del Comune e delle Poste hanno potuto lavorare negli intervalli delle riprese.
I figuranti scelti per apparire sono stati indirizzati direttamente dal comune di Lodi, il quale ha anche concesso l'uso dei locali di piazza Broletto soprastanti la sede dell'Ufficio Informazioni Turistiche come luogo per le riprese. Alle riprese di Lodi parteciparono circa 200 persone tra cast tecnico, artistico, di questi 40 erano comparse scelte direttamente con un'agenzia di casting lodigiana.
Il 28 gennaio sono terminate le riprese in esterni di Milano. L'ultima scena girata in città in via Derna, zona Via Padova riguardava una rapina a un supermercato ElleEsse. La sera stessa, Placido, invitato a Terrazza Martini, fece il punto sulla situazione del film insieme a Finazzer Flory, dicendo d'aver «lavorato splendidamente» nella città e rassicurando ulteriormente polemici e critici:
Dopo il lasciapassare ottenuto dall'amministrazione penitenziaria del carcere di San Vittore su richiesta di Michele Lo Foco, avvocato della Cosmo Production, si è potuto girare all'interno della struttura carceraria.
Il 1º marzo, giunti all'ottava settimana di riprese, il set si spostò da Milano a Roma girando come prime scene l'incontro tra Vallanzasca e Francis Turatello vicino al quartiere della Magliana. Nell'arco delle ultime quattro settimane di lavorazione fu ricostruito in un set la sede di Radio Popolare e girata la celebre chiamata che il latitante fece alla radio. Le tempistiche per il termine della lavorazione (maggio) furono pianificate in modo da adeguarsi all'occorrenza di una sua possibile partecipazione alla Mostra del Cinema di Venezia.
Lunedì 29 marzo, la troupe si spostò in Abruzzo per girare alcune scene d'azione in esterni nel set allestito nell'area di Campo Felice, tra i comuni di Tornimparte e Lucoli, su indicazione dell'Abruzzo Film Commission.

#### Post produzione
La post produzione è stata seguita dalla compagnia Deluxe Digital Roma, fornitrice dei servizi e delle attrezzature. Nell'agosto 2010, secondo quanto riportato, il processo era in fase di completamento; era in corso l'aggiunta delle musiche e di tutti gli altri effetti.

## Colonna sonora
Al festival del cinema di Lipari nel luglio 2010 fu confermato che il gruppo musicale Negramaro avrebbe realizzato le musiche del film.
Trattandosi della prima volta in cui il gruppo si cimentava nella scrittura di una intera colonna sonora, i componenti si dedicarono per mesi alla ricerca degli sfondi musicali adatti alle atmosfere del film, per lo più tracciando toni basati sul rock, nel tentativo di far risaltare maggiormente l'impatto visivo delle scene a più forte carica emotiva.
A contribuire alle musiche anche due pezzi del compositore abruzzese Davide Cavuti, considerato talentuoso e promettente da Placido, intitolati Le Temps de Rene e Noir. Le Temps de Rene è stato scritto interamente da Cavuti per una scena singolare ambientata in un locale notturno milanese dove si incontrano i protagonisti; mentre Noir è un latin funk più complesso che appare in una scena dura con Scianna e Timi, è stato realizzato con l'aiuto del pianista Paolo Di Sabatino, Marco Collazzoni al sassofono, Anchise Vetuschi al basso e Glauco Di Sabatino alla batteria.
La canzone cantata dal protagonista nella scena che lo vede disteso e martoriato su una branda, durante la permanenza presso il carcere di Bari, è un brano tradizionale milanese e si intitola El ridicul matrimoni, interpretato nella versione riarrangiata da Nanni Svampa e dei Longobardeath.

## Promozione
Il 29 luglio 2010 sono state pubblicate in rete le prime due foto ufficiali, una ritraente i componenti della banda della Comasina e l'altra Rossi Stuart.
Il primo filmato estratto dal film, consistente in una breve scena di sparatoria, è stato pubblicato in occorrenza della presentazione del film alla Mostra di Venezia nel settembre 2010. Il primo trailer è stato diffuso in rete il 17 dicembre; seguito poco più di una settimana dopo, il 28, da una seconda versione e dall'apertura del sito web ufficiale del film
Dal 21 gennaio, contemporaneamente all'uscita nelle sale, per dieci giorni, al cinema Ariston Multisala di Treviglio sono state visibili al pubblico alcune delle vetture utilizzate nel film: Alfa Romeo Giulia in livrea della Polizia di Stato, Alfetta blu "Vallanzasca" e Giulia Super blu. L'esposizione arrivò al termine di un accordo siglato fra la Direzione della struttura cinematografica e il Club Alfa Italia, fornitore delle auto d'epoca del film, e fu accompagnata anche da un itinerario fotografico a tema. Dalle 17,30 alle 00,00 del giorno seguente, furono esibite altre automobili apparse nel film: Alfa Romeo GT Junior bianco, Autobianchi A112 azzurra, Citroen DS5 Pallas nero, Alfa Romeo Nuova Super bordeaux e una Fiat 124 azzurro.

## Distribuzione

### Mostre e festival
Il 10 luglio 2010 il film è stato presentato in anteprima nazionale alla XXVII edizione del Festival Cinematografico “Un Mare di Cinema” tenutasi al teatro greco di Lipari. Al termine della proiezione della durata di 15 minuti, Michele Placido, Francesco Scianna, Kim Rossi Stuart ed Elide Melli sono stati premiati con un Efesto d'Oro.
Il 30 luglio, ha preso parte al Giffoni Film Festival.
Il 6 settembre è stato presentato fuori concorso alla 67ª Mostra internazionale d'arte cinematografica di Venezia su pressione di Placido a Marco Müller, direttore dell'evento, così che non potesse candidarsi e quindi ricevere potenziali riconoscimenti, al fine di non provocare ulteriori polemiche, sebbene fosse invece intenzione della Fox farlo concorrere. Si era inizialmente pensato che il titolo non partecipasse affatto alla Mostra, per via di iniziali smentite e dichiarazioni poco convincenti, sino a che il regista il 12 luglio, a "Un mare di Cinema", ne annunciò ufficialmente la presenza, pur non nascondendo i suoi dubbi («[a Venezia si parlerà] molto del personaggio, dei suoi crimini, delle vittime e poco del film»). Quando iniziò a essere vociferato della possibilità che Vallanzasca presenziasse all'anteprima, Placido mostrò il suo disappunto in quanto ciò sarebbe stato «controproducente per il film» (venendo criticato per questo da Antonella D'Agostino secondo cui «se non voleva questo tipo di problemi avrebbe dovuto girare un film non su Vallanzasca, ma su un Pinco Pallino qualunque»), spiegando comunque che avrebbe chiesto l'autorizzazione alla magistratura di concedere all'uomo la visione del film al carcere di Opera.
In novembre, i produttori avevano iscritto il film a figurare tra le presenze dell'edizione 2011 (22-29 gennaio) del Bari International Film & Tv Festival, ma in seguito al posticipo dell'uscita cinematografica al 21 dello stesso mese dell'evento, la 20th Century Fox annunciò il giorno prima del debutto nelle sale l'annullamento della proiezione prevista al pubblico, pur mantenendo il titolo in concorso, optando invece per una riservata ai membri della giuria.
Il 30 novembre è stato oggetto di un'anteprima alla 33esima edizione delle Giornate Professionali di Cinema di Sorrento.
Il 18 gennaio 2011 si è tenuta a Palermo, presso il cinema Rouge et Noir una proiezione speciale per gli abbonati al giornale La Repubblica, con la partecipazione di Michele Placido, Kim Rossi Stuart, Filippo Timi e Francesco Scianna. La sera stessa sul canale televisivo Sky Cinema dalle 20,35 è andato in onda uno spazio speciale dedicato a Michele Placido intitolato Serata Vallanzasca, all'interno del quale è stata mostrata un'anteprima di 10 minuti del film e una lezione registrata del regista allo IULM sul cinema e la sua carriera.
Il 19 è stato presentato a Napoli nella sede della Fondazione Valenzi; dove ai membri del cast sono state regalate dall'azienda locale Vittorio Pappalardo Vip delle poltrone girevoli ricoperte in gessato, formulate su modelli gangsteristici americani e accessoriate di una fondina.
Il pomeriggio del 20, il giorno prima del debutto nei cinema italiani, si è tenuta al Cineporto di Bari una proiezione speciale promossa da La Gazzetta dello Sport, con la presenza di Placido, Rossi Stuart e Scianna per rispondere alle domande dei giornalisti in conferenza stampa. La sera del 5 febbraio, è stato proiettato al Festival Cinematografico delle Cerase di Palombara Sabina.
La prima americana del film si è svolta il 22 febbraio 2011 al Mann Chinese 6 Theatre di Hollywood all'interno del Los Angeles, Italia - Film, Fashion and Art Fest (il «festival del cinema italiano a Hollywood»), registrando il tutto esaurito, buoni consensi di critica e pubblico e ovasione a proiezione terminata. Kim Rossi Stuart, ospite speciale, parlando a proposito dell'accoglienza ricevuta, rispetto a quanto avvenuto in Italia, ha dichiarato:
Mercoledì 30 marzo, Vallanzasca ha aperto la terza edizione del festival del film poliziesco di Beaune, al quale ha partecipato come titolo fuori concorso.
Il 5 aprile alle 21 e 30 è stato oggetto di una proiezione speciale al cineforum "Ezechiele 25,17" di Lucca.
L'8 aprile è stato annunciato alla conferenza stampa della 54esima edizione dei David di Donatello che Vallanzasca è in concorso per 8 categorie: miglior attore protagonista (Kim Rossi Stuart), miglior direttore della fotografia (Arnaldo Catinari), miglior costumista (Roberto Chiocchi), miglior scenografo (Tonino Zera), miglior truccatore (Francesco Nardi, Matteo Silvi), miglior acconciatore (Claudia Pallotti, Teresa di Serio), miglior montatore (Consuelo Catucci, David giovani).

### Date di uscita
Ritenendo Vallanzasca come un «potenziale interesse» per il mercato estero, la Fox nel settembre 2010 si accordò per un partenariato con la Fortissimo Films, incaricata della vendita e della tutela sul mercato delle produzioni estere della Fox. Le prime due operazioni a rientrare nei piani furono il russo Alien girl e il film di Placido, di cui per quest'ultimo furono venduti i diritti di distribuzione in Francia, Germania e Scandinavia. All'inizio dell'anno, in gennaio, la Fox si era occupata personalmente di vendere il titolo del film in Spagna e Germania, confermando che sarebbe stato distribuito anche in Francia e nel resto d'Europa. Dovrebbe essere prevista anche un'uscita negli Stati Uniti d'America, dove la critica ha ben accolto il titolo.
Le date di uscita internazionali sono:
| - Italia: 21 gennaio 2011 - Germania: 24 febbraio 2011, come Engel des Bösen - Die Geschichte eines Staatsfeindes - Irlanda: 27 maggio 2011 - Regno Unito: 27 giugno 2011, come Angels of Evil - Stati Uniti: settembre 2011, come Vallanzasca - Angels of Evil - Francia: 7 settembre 2011, come L'ange du mal - Belgio: 23 novembre 2011 - Paesi Bassi: 3 maggio 2012 (DVD Première) - Portogallo: giugno 2012, come Vallanzasca - O Anjo do Mal |

#### In Italia
La 20th Century Fox si è presa carico della distribuzione cinematografica italiana. Prima che venisse confermata come casa di distribuzione, i produttori avevano pensato a Medusa e Rai ma nessuno dei due studi si interessò al film respingendone la sceneggiatura inviata alle proprie sedi. Placido commentò il 12 luglio 2010 a una rassegna stampa sul film, spiegando che entrambe le case avrebbero rifiutato l'acquisto dei diritti per via del «perbenismo ipocrita» presente in Italia.
Vallanzasca era inizialmente previsto per uscire nelle sale cinematografiche italiane nell'ottobre 2010, ma qualche tempo dopo, la 20th Century Fox spostò di pochi mesi dopo l'uscita, per il 17 dicembre, annunciando inoltre il cambiamento di sottotitolo da Il fiore del male a Gli angeli del male.
Il 20 settembre 2010, diramando un comunicato relativo a rinvii e spostamenti d'uscita dei titoli più attesi della stagione invernale, la Fox fissò per il 21 gennaio 2011 l'uscita definitiva del titolo nel circuito cinematografico italiano.

## Accoglienza

### Critica

#### Critica italiana
Alla Mostra di Venezia il film è stato grosso modo accolto positivamente dal pubblico, nonostante le costanti polemiche che hanno avvolto la presentazione. La mattina di lunedì 6 settembre è stato mostrato in Sala Perla alla stampa internazionale, dove non ha suscitato particolari reazioni, e la sera è stato proiettato in Sala Grande al pubblico, seguito da cinque minuti di applausi.
Il giornale Il Messaggero ha criticato in modo negativo l'opera sottolineando come vaghi o nulli siano i riferimenti al contesto sociale e politico dell'Italia di quegli anni, preferendo all'approfondimento di essi la spettacolarizzazione del personaggio centrale e delle gesta della sua banda e quindi lasciando da parte elementi storici importanti in favore della mitizzazione di Vallanzasca incontro alla realtà dei fatti. Placido ha poi ammesso la pecca, dicendo che sarebbero serviti riferimenti in più alla mafia e al terrorismo politico, magari accennando dei rapporti tra Turatello e la criminalità organizzata meridionale, ma che per questioni di bilancio e narrazione non sono stati analizzati, sperando di aggiustare la mancanza con l'edizione DVD.
Anche Il Secolo XIX ha marcato in maniera più o meno negativa il film, che giudica «secco, a volte livido come il tempo plumbeo», esaltando comunque l'interpretazione di Rossi Stuart considerata migliore rispetto a Romanzo Criminale. Il quotidiano La Gazzetta dello Sport ha giudicato il film semplicemente brutto, con qualche ripensamento sulla scelta di affidare a Rossi Stuart il ruolo che avrebbe reso troppo affascinante, ma senza criticare la sua interpretazione.
Il giornalista Luca Mastrantonio per il quotidiano politico Il Riformista ha duramente criticato l'opera di Placido in una recensione intitolata "Un cinepanettone su Vallanzasca", dove il film viene definito superficiale e grottesco, i personaggi piatti e la storia basata esclusivamente su soldi e donne, il tutto caratterizzato da uno scarso stile lontano da quello di Romanzo criminale. Secondo la critica di Mastrantonio, il film che non voleva giustificare ne assolvere Vallanzasca, si rivela alla fine dei conti un omaggio alla sua persona, anche grazie alle sfumature ironiche e sensuali dategli che finiscono per simpatizzarlo al pubblico.
Per Alberto Crespi de l'Unità si tratta di un poliziesco «molto solido e spettacolare, meno bello di Romanzo criminale», con un occhio attento ad un «superlativo, impressionante» Kim Rossi Stuart. Secondo il sito web Mentelocale.it, tra i pregi da evidenziare v'è la recitazione di Rossi Stuart «su cui l'intero film si regge, è bravo come sempre, e anima la sceneggiatura appoggiandosi a un'interpretazione ombrosa e iperdinamica che funziona a meraviglia», mentre i difetti sarebbero per lo più di natura tecnica - come il montaggio a volte frenetico, la fotografia troppo patinata, ma anche a livello narrativo come le rapine «mostrate in modo sbrigativo e poco chiaro», l'infanzia risolta con poche inquadrature e il rapporto coi genitori che appare «sfocato e incomprensibile».

#### Critica internazionale
Gli ospiti stranieri presenti alla proiezione del film a Venezia hanno per la stragrande maggioranza mostrato d'aver accolto molto gradevolmente il film. Tra le testate estere che hanno apprezzato il film, la nota rivista Variety.
Nella recensione a cura di Boyd van Hoeij per Variety viene criticata in maniera più o meno positiva la rappresentazione a livello di finzione di Vallanzasca, mostrato come uno con «più palle che cervello», sebbene non convincano i motivi che lo abbiano spinto a intraprendere la carriera da rapinatore, facendo leva su una passione innata e in una «personalità narcisista e spietata» già formata in adolescenza. Viene elogiata l'«interpretazione forte» di Kim Rossi Stuart, considerato «in gran parte sprecato nel ruolo di protagonista», capace di «spiegare perché le persone fossero ossessionate da quell'uomo carismatico». Sotto una luce negativa invece la regia di Placido troppo frenetica, poco approfondita e con scene di inseguimento e azione potenzialmente spettacolari e invece, in alcuni casi, mal coreografate. La sceneggiatura, anch'essa criticata negativamente per le sue pecche, secondo l'autore frutto di un lavoro/pasticcio di 8 collaboratori totali, che non riesce ad avvicinarsi a titoli privilegiati del regista come Il grande sogno e Romanzo criminale, che in questo caso ha avuto «poco tatto sia per il protagonista, che per il più vasto contesto politico e storico-sociale» nel quale è ambientato.
Nino Klinger per Critic.de si sofferma più sul personaggio portato da Kim Rossi Stuart che sull'opera in generale, affiancata per stile e contenuto a recenti produzioni europee incentrate su "nemici pubblici" come Carlos (2010) e Public Enemy Nr. 1 (2008). Fra le caratteristiche messe sotto una luce positiva, lo spaziamento tra finzione e immagini di repertorio per definire il contesto storico sovrammesse che si rivelano «doppiamente efficaci», la narrazione che contribuisce nell'insieme a formare «una storia coerente», la rappresentazione realistica di un sistema carcerario che induce a un «distruttivo desiderio di libertà». In negativo, la mancanza di dialoghi di spessore e degni di nota e la poca azione, messa in secondo piano per concentrarsi sulle emozioni. Infine, un paragrafo sulla virilità del prototipo del gangster, forte ma allo stesso tempo debole e indotto all'autolesionismo, e sul presunto contorno omoerotico aleggiante sul rapporto fra Vallanzasca e Turatello.
La critica francese (Le Monde, le Point) è stata negativa.

### Incassi
Vallanzasca è uscito venerdì 21 gennaio 2011 nelle sale italiane, distribuito in 350 copie (altre fonti indicavano 250 o 400), esordendo con un incasso di 141 000 €, posizionandosi dietro a Qualunquemente di Antonio Albanese (684 000), Che bella giornata (491 000) e Immaturi (437 000). Concludendo il fine settimana dell'apertura con 153.383 spettatori paganti per una media di 2,922-3,2 000 € per copia, le entrate sono arrivate a quota 986.324,26€, facendo scendere il titolo al sesto posto, dietro a Vi presento i nostri (1.689.446) e Hereafter (1.162.267).
Con un ulteriore guadagno di 628.731€ recepito l'ultimo fine settimana del mese, ha chiuso la corsa di gennaio con 2.073.672€ di incasso totale, risultando sempre al sesto posto dei film più visti. Il 24 febbraio ha raggiunto un incasso di 2.882.000 €, salito a 2.900.713€ il 1º marzo.

## Riconoscimenti
- 2011 - David di Donatello
  - Nomination Miglior attore protagonista a Kim Rossi Stuart
  - Nomination Migliore fotografia a Arnaldo Catinari
  - Nomination Migliore scenografia a Tonino Zera
  - Nomination Migliori costumi a Roberto Chiocchi
  - Nomination Miglior trucco a Francesco Nardi e Matteo Silvi
  - Nomination Migliori acconciature a Claudia Pallotti e Teresa Di Serio
  - Nomination Miglior montaggio a Consuelo Catucci
  - Nomination David Giovani a Michele Placido

- 2011 - Nastro d'argento[122]
  - Miglior attore protagonista a Kim Rossi Stuart
  - Miglior montaggio a Consuelo Catucci
  - Migliore colonna sonora a Negramaro
  - Nomination Migliore fotografia a Arnaldo Catinari
- 2011 - Ciak d'oro
  - Miglior attore protagonista a Kim Rossi Stuart[123]
- 2011 - Premio Flaiano
  - Premio all'Interprete a Kim Rossi Stuart
- 2011 - Bobbio Film Festival
  - Premio Migliore Attore a Kim Rossi Stuart
  - Premio speciale "Libertà" Miglior Interprete a Kim Rossi Stuart

## Edizione Home Video
Dal 4 maggio 2011, Vallanzasca è disponibile sul mercato home video italiano in edizione DVD disco singolo, Blu-ray Disc ed in formato custodia Plays EverywhereTM, ovvero in Blu-ray HD, DVD e copia digitale.

### DVD
La versione in DVD del film presenta un disco unico, contenente il film ed alcuni contenuti speciali.
I contenuti speciali consistono in: 40 minuti di commento audio di Michele Placido, scene tagliate ed estese, "An Italian Job" ed il trailer del film.

## Tematiche
Michele Placido ha voluto trattare temi come la violenza e la ricerca della "bella vita", ma non solo. Un'altra tematica importante affrontata è il contesto sociale della Milano anni settanta, che fu dominato dalla corruzione politica e finanziaria, dai sequestri di persona e dalle gesta della banda della Comasina. Questo perché, secondo Placido è «una necessità etica continuare a raccontare il nostro Paese, cercando di riflettere tra cronaca e storia».
Un altro degli argomenti affrontati è la scelta del percorso che le persone scelgono di fare, e di conseguenza l'approfondimento dei tratti caratteriali di Vallanzasca. Secondo Placido, infatti, alcuni autori scelgono «figure negative per capire perché alcune vite vanno in una certa direzione», mentre è sua intenzione l'analisi, contrariamente ad altri, del «lato umano».

## Controversie
Le polemiche nate attorno alla natura dell'opera hanno influito pesantemente nel corso degli anni di sviluppo alla nascita di dibattiti, che hanno contribuito, in parte, a spingere diversi enti, istituzioni e case di produzione a negare la propria collaborazione alla realizzazione.
I primi a polemizzare la realizzazione del film furono di fatto gli studi Rai e Mediaset, i quali, negarono il consenso finanziario all'opera per il timore che il film potesse trasformare un criminale in un idolo, e di fatto mandarono in blocco il primo periodo di sviluppo. Nella fase di sviluppo del terzo progetto mandato avanti da Placido, il Ministero per i Beni culturali giudicò il film non inerente ai criteri per la delibera dei finanziamenti statali.

### Difesa dell'opera
Michele Placido è stata una delle poche persone che hanno preso posizione in favore al film, esprimendo già il suo personale parere prima di iniziarne la lavorazione:
(Michele Placido sul film.)
Rispondendo a chi accusava il film di essere in qualche modo una sorta di metodo di mitizzazione di Vallanzasca e la banda della Comasina, Placido rigettò ogni critica:
La sua è la storia di un ragazzo di periferia che sognava di fare la bella vita nella "Milano da bere" rapinando le banche. Noi seguiremo il suo percorso tragico cercando di capire, ma senza nessuna esaltazione del personaggio. Anzi il messaggio sarà profondamente critico e doloroso.»
In una intervista per Andrea Curreli pubblicata su Tiscali, Carlo Bonini chiarì la sua posizione sia su Il fiore del male, l'autobiografia scritta insieme a Vallanzasca su sua stessa proposta, che sul film. Secondo il giornalista, infatti, il rischio di mitizzare ancora di più il Bel Renè sarebbe una scelta soggettiva variabile da persona a persona:
(Bonini rispondendo alla domanda "Non si corre il rischio di mitizzare ciò che forse andrebbe solo consegnato alla storia?")
In seguito alle accuse dei parenti delle vittime, Placido rilasciò nuove dichiarazioni soffermandosi sul fatto che fare un film su "un criminale che ha ammazzato" non avrebbe significato assolverlo dai suoi misfatti, inoltre paragonò il suo film a Nemico pubblico N. 1 - L'istinto di morte e Nemico pubblico N. 1 - L'ora della fuga, film biparte prodotto in Francia ispirato alle vicende del bandito Jacques Mesrine, il "Vallanzasca" francese, che in madrepatria non provocò dibattiti o scandali legati alla natura dell'opera:
Anche La Gazzetta dello Sport si unì - in parte - alla difesa del film, citando la libertà d'espressione in base alla quale ognuno dovrebbe poter avere, anzi ha, il diritto di realizzare qualsivoglia opera di qualunque genere sia essa o meno a carattere diseducativo o contro l'etica, e che l'impedimento o l'ostacolazione di essa andrebbe contro questo valore per accontentare una parte della società o per favorire gli interessi di un'altra poco interessata a raccontare certe cose.

### Polemiche
Sono state diverse le persone della scena politica e sociale italiana che hanno ribadito il loro aperto dissenso alla realizzazione del film, vista la natura del soggetto su cui si basa. Tra i maggiori detrattori dell'opera, il giornalista Pierluigi Battista, diversi parenti delle vittime della banda della Comasina, sindacati di polizia come SAP (che ha invitato i propri iscritti a boicottare il film), COISP, Ugl e Osapp, sostenitori della polizia stradale, l'osservatorio sui Diritti dei Minori, l'associazione cattolica AIART e, in modo particolare, l'associazione Vittime del Dovere (vedi sotto). Il film ha inoltre trovato il disappunto di figure politiche di rilievo nello scenario governativo come il ministro dell'Interno Roberto Maroni e il ministro degli Esteri Franco Frattini ed altri esponenti del governo Berlusconi IV; critiche aumentate in particolar modo dopo controverse affermazioni di Placido sulla presenza di malfattori nel Parlamento italiano.
Roberto Rocca, membro del Consiglio del quartiere Comasina, presentò una mozione di denuncia al film dopo la protesta di alcuni residenti offesi per la scelta di raffigurare le gesta di Vallanzasca sul grande schermo, marcando, in particolare, sulla «mancanza di rispetto nei confronti delle vittime della banda Vallanzasca». Secondo Franco Maccari, segretario generale del COISP, il film è un'operazione di «negazionismo storico».
(Gabriella Vitali d'Andrea, vedova di una vittima di Vallanzasca.)

#### Associazione Vittime del Dovere
Il 15 gennaio 2010, Emanuela Piantadosi, presidentessa dell'associazione Vittime del Dovere, pubblicò un comunicato stampa sul proprio dominio nel quale criticò la realizzazione di un film che avrebbe "legittimato eroi negativi", facente parte di un "panorama cinematografico italiano" dove "esiste una inquietante tendenza alla riproposizione delle gesta di assassini senza scrupoli", invitando inoltre il comune di Milano a ritirare il patrocinio relegato all'opera o comunque spiegarne l'importanza per cui meritante tale contributo. L'associazione spiegò come, se all'uscita del film fossero stati notati elementi offensivi per i parenti delle vittime, avrebbe intrapreso azioni legali verso gli autori in nome della difesa dei propri membri e delle vittime.
In seguito, all'avvicinarsi dell'imminente termine della produzione, la Piantadosi porse nuovamente reclamo inviando una missiva scritta di proprio pugno a Massimiliano Finazzer Flory, assessore alla Cultura per Milano, il 12 marzo. Comunque, Flory ignorò la richiesta e non rispose alla lettera.
La Piantadosi reclamò nuovamente contro l'opera l'8 maggio 2010, quando, alla commemorazione della Giornata della Memoria per i martiri del terrorismo, inviò una lettera al primo cittadino di Milano, Letizia Moratti, facendo richiesta di annullare il patrocinio del capoluogo lombardo esteso alla produzione del film nel rispetto delle vittime della banda della Comasina e dei loro parenti:
(La Piantadosi sul film.)
In occorrenza della proiezione alla Mostra di Venezia del film, il quotidiano Corriere della Sera ha pubblicato nell'edizione del giorno una lettera di reclamo scritta di proprio pugno dalla Piantadosi, per esprimere il suo disappunto circa la realizzazione dell'opera. In tutta risposta, il deputato della Lega Nord Davide Cavallotto, dopo aver letto l'aperto reclamo dell'associazione sostenuto dai parenti delle vittime, ha dichiarato che avrebbe presentato un'interrogazione parlamentare a Sandro Bondi e una proposta di legge per far incassare allo Stato parte dei proventi di opere del genere finanziate col contributo dei Ministeri, riscontrando il parere positivo dell'allora Ministro dell'Interno Roberto Maroni, anch'esso in quota Lega.

### Boicottaggio
Dopo che Davide Cavallotto propose di boicottare il film, accusato di «elevare a eroe lo spietato assassino Renato Vallanzasca», il Coisp, un sindacato di polizia, ingaggiò nei giorni immediatamente precedenti il suo debutto nei cinema italiani una serie di proteste, prese di posizione e operazioni di volantinaggio nelle città teatro di anteprime e presentazioni. Iniziando da Palermo il 18, Napoli il 19, e Bari il 20, con la distribuzione di volantini e altro materiale invitante la rilettura della storia italiana. Franco Maccari, segretario nazionale del sindacato, annunciò sit in davanti ai cinema di ogni città nella quale Vallanzasca aveva ucciso tutori dell'ordine.
Dalle ore 17 del giorno d'esordio nei cinema del Bergamasco, con particolare concentrazione all'Ariston di Treviglio, agenti di stanza a Bergamo e iscritti al Coisp, appartenenti a questura, polstrada, commissariato trevigliese e PolFer, hanno protestato e distribuito volantini all'entrata delle sale per spiegare le motivazioni del loro gesto. Dalle 20, invece, è stato organizzato un presidio dinanzi al cinema "Imperiale" di Montecatini Terme, città scelta in quanto luogo dell'uccisione dell'agente Bruno Lucchesi da Vallanzasca nel 1976, «con la distribuzione di volantini per invitare la cittadinanza a non vedere la pellicola». Alla protesta hanno partecipato anche la famiglia Lucchesi e l'associazione Anpas. Simili azioni si sono tenute anche a Milano.
Da lunedì 24 gennaio la presenza di agenti iscritti al Coisp fuori dai cinema si è espansa per allargare la protesta nelle maggiori città italiane (Supercinema di Catanzaro il 26, Isola Verde di Pisa, Duel di Caserta il 28, Fiumara di Genova il 2 febbraio, Cineworld di Cagliari il 4).

## Inesattezze
- In una scena ambientata in carcere, durante la quale Vallanzasca ed alcuni compagni progettano di punire i "pentiti", un uomo passa al protagonista un pacchetto di sigarette Marlboro rosse. Qualche secondo più tardi, si vede Vallanzasca fumare una sigaretta che è facilmente identificabile non come una Marlboro rossa ma come una Marlboro Light (per via dell'anello dorato intorno al filtro, assente nelle Marlboro più forti).

### Inesattezze storiche
- Alcune espressioni usate nel film come «tra poco questo posto sarà pieno di gnocca» o «ma ti sei bevuto il cervello?» sono entrate a far parte del linguaggio parlato volgare solo diversi anni dopo l'epoca in cui è ambientato il film.[154]
- Vallanzasca non rivolse insulti né chiese il cartellino di identificazione al colonnello Antonio Cornacchia, che lo arrestò a Roma e fu responsabile del suo interrogatorio, come mostrato nel film, secondo quanto dichiarato da Cornacchia stesso.[155]
- A un certo punto, prima dell'ultima cattura di Vallanzasca, appare una veduta di Milano dall'alto in cui svetta la nuova sede della Regione Lombardia; in realtà essa fu inaugurata nel 2010, quindi molti anni dopo il periodo in cui il bandito venne catturato per l'ultima volta.